# Krigsåret 1990

## Pågående krig
- Inbördeskriget i El Salvador (1979-1992)[1]

- Kuwaitkriget (1990-1991)[2]
  - Irak på ena sidan
  - Kuwait och en FN-allians ledd av USA på andra sidan.

## Händelser

### Januari
- 10 januari - I Panama överlämnar sig Manuel Noriega till USA.[3]
- 14 januari - Högsta Sovjets presidium besltar att skicka arméförband, flottstyrkor och polis från KGB till Kaukasus, där inbördeskrig hotar mellan Azeriska SSR och Armeniska SSR.[3]

### Februari
- 9 februari - Östtysklands premiärminister Hans Modrow erkänner i ett brev till World Jewish Congress att Östtyskland är beredda att ge materiellt stöd till judisk-ättade offer för naziregimen under andra världskriget.[3]
- 21 februari - Nattliga utegångsförbud införs i ett oroligt Kosovo, där serber och albaner slåss och JNA skickats för att slå ner stridigheerna.[3]
- 26 februari - Sovjetunionen inleder tillbakadragande av trupper från Tjeckoslovakien.[3]

### Mars
- 2 mars - I Timișoara inleds rättegången mot 21 Securitate-agenter som åtalas för att vid Rumänska revolutionen föregående år skjutit mot obeväpnade dmeonstranter, samt ha konspirerat ti syfte att anställa folkmord.[3]

### April
- 9 april - 50-årsminnet av Operation Weserübung uppmärksammas.[3]
- 12 april - TASS meddelar att av Sovjetunionen låg bakom Katynmassakern 1940.[3]

### Maj
- 8 maj - Contrasgerillan i Nicaragua inleder avväpning.[3]

### Juli
- 30 juli - Minst 600 personer dödas vid en blodig massaker, utförd av regeringssoldater, mot en luthersk kyrkobyggnad, dit tusentalsflyktingar sökt sig, i Monrovia.[3]

### Augusti
- 2 - Irak invaderar Kuwait och Kuwaitkriget börjar.[3]
- 7 augusti - ANC ger upp all väpnad kamp i Sydafrika efter 29 år.[3]
- 9 - Saddam Hussein förklarar Kuwait som Iraks nittonde provins.
- 25 - FN:s säkerhetsråd tillåter våld för att upprätthålla blockaden mot Irak.[3]
- 24 augusti - Sydafrikas regering sätter in reguljära förband för att slå ned den våldsvåg som sedan två veckor tillbaka härjar i de svarta bostadsområdena runt Johannesburg, där framför allt ANC-anhängare slåss mot Zulufolkets militanta Inkatharörelse under Mangosuthu Buthelezis ledarskap.[3]
- 28 augusti - Sveriges regering beslutar om svensk hjälp på 50 miljoner svenska kronor för att lindra nöden bland flyktingar från Irak och Kuwait.[3]

### September
- 12 september - Danska korvetten Olfert Fischer avseglar till Persiska viken för att ansluta till FN-styrkan. Det är danska flottans allvarligaste uppdrag sedan 1864.[3]
- 30 september - Liberianske rebelledaren Prince Yormie Johnson förklarar fullt krig mot rivalen Charles Taylor.[3]

### Oktober
- 8 oktober - Minst 21 palestinier ödas, och cirka 200 skadas och 250 arresteras, vid svåra oroligheter i Jerusalem.[3]
- 13 oktober - Kristne generalen Michel Aoun i Libanon kapitulerar, sedan hans fäste stormats av styrkor ur president Elias Hrawis armé.[3]

### November
- 30 november - FN:s säkerhetsråd antar Resolution 660, vilken ger Irak tid på sig till 15 januari 1991 att lämna Kuwait.[3]

### December
- 2 december - Efter tre veckors inbördeskrig i Thac står det klart att president Hissène Habré flytt från huvudstaden N'Djamena.[3]
- 29 december - Argentinas president Carlos Menem benådar två tidigare juntaledare, nio andra högre officerare och ledare för den vänstergrupp, ars väpnade aktioner militären använt som förevändning för det så kallade Smutsiga kriget.[3]

## Avlidna
- 19 november - Lennart Ljung, svensk general, Sveriges överbefälhavare 1978-1986.[3]

### Fotnoter
1. ↑  ”Chronological List of All Wars”. Arkiverad från originalet den 9 oktober 2014. https://web.archive.org/web/20141009082543/http://www.correlatesofwar.org/COW2%20Data/WarData_NEW/WarList_NEW.pdf. Läst 29 juni 2011.
2. ↑  ”World Statesmen”. http://www.worldstatesmen.org/WARS.html. Läst 28 juni 2011.
3. 1 2 3 4 5 6 7 8 9 10 11 12 13 14 15 16 17 18 19 20 21 22 23   Horisont 1990. Bertmarks